# Tachina interna
Tachina interna là một loài ruồi trong họ Tachinidae.